# Miasma
Miasma er et album af det melodiske dødsmetal-band The Black Dahlia Murder som blev udgivet den 12. juli 2005 gennem Metal Blade Records. Miasma er det eneste album med trommeslageren Zach Gibson som afløste Cory Grady. Gibson forlod bandet tidligt i 2006. 

## Numre
1. "Built For Sin" – 1:15
2. "I'm Charming" – 2:54
3. "Flies" – 3:26
4. "Statutory Ape" – 3:42
5. "A Vulgar Picture" – 3:37
6. "Novelty Crosses" – 3:51
7. "Dave Goes To Hollywood" – 3:59
8. "Miscarriage" – 3:09
9. "Spite Suicide" – 2:52
10. "Miasma" – 4:41

## Musikere
- Trevor Strnad – Vokal
- John Kempainen – Guitar
- Brian Eschbach – Guitar
- David Lock – Bas
- Zach Gibson – Trommer